# Győrszemere
Győrszemere é um município da Hungria, situado no condado de Győr-Moson-Sopron. Tem 33,11 km² de área e sua população em 2015 foi estimada em 3.279 habitantes.